# Tetraonini
Tetraonini – plemię ptaków z podrodziny bażantów (Phasianinae) w obrębie rodziny kurowatych (Phasianidae).

## Występowanie
Plemię obejmuje gatunki występujące w Eurazji, Ameryce Północnej i Środkowej.

## Systematyka
Do plemienia należą następujące rodzaje:
- Pucrasia G.R. Gray, 1841 – jedynym przedstawicielem jest Pucrasia macrolopha (Lesson, 1829) – kuroczub
- Meleagris Linnaeus, 1758
- Bonasa Stephens, 1819 – jedynym przedstawicielem jest Bonasa umbellus (Linnaeus, 1766) – cieciornik
- Tetrastes Keyserling & J.H. Blasius, 1840
- Lagopus Brisson, 1760
- Falcipennis Elliot, 1864 – jedynym przedstawicielem jest Falcipennis falcipennis (Hartlaub, 1855) – borowiak syberyjski
- Canachites Stejneger, 1885 – jedynym przedstawicielem jest Canachites canadensis (Linnaeus, 1758) – borowiak kanadyjski
- Tetrao Linnaeus, 1758
- Lyrurus Swainson, 1832
- Centrocercus Swainson, 1832
- Dendragapus Elliot, 1864
- Tympanuchus Gloger, 1841